# Ivan Carlos França Coelho
Ivan Carlos França Coelho (sinh ngày 6 tháng 12 năm 1989) là một cầu thủ bóng đá Brasil thi đấu ở vị trí Tiền đạo cho câu lạc bộ Indonesia Persija Jakarta ở Liga 1.

## Sự nghiệp
Anh ra mắt ở Liga 1 ngày 17 tháng 4 năm 2017, và ghi một bàn thắng.